# Koderma
Koderma è una città dell'India di 17.160 abitanti, capoluogo del distretto di Koderma, nello stato federato del Jharkhand. In base al numero di abitanti la città rientra nella classe IV (da 10.000 a 19.999 persone).

## Geografia fisica
La città è situata a 24° 28' 0 N e 85° 35' 60 E e ha un'altitudine di 374 m s.l.m..

## Società

### Evoluzione demografica
Al censimento del 2001 la popolazione di Koderma assommava a 17.160 persone, delle quali 9.130 maschi e 8.030 femmine. I bambini di età inferiore o uguale ai sei anni assommavano a 2.858, dei quali 1.516 maschi e 1.342 femmine. Infine, coloro che erano in grado di saper almeno leggere e scrivere erano 10.729, dei quali 6.458 maschi e 4.271 femmine.